# Scaled Composites Stratolaunch Model 351
Stratolaunch Model 351 — американський літак-носій, складова частина авіаційно-космічної системи повітряного старту аерокосмічної компанії Stratolaunch Systems. Літак має двофюзеляжну конструкцію й оснащений шістьма двоконтурними турбореактивними двигунами Pratt & Whitney PW4056. На кінець 2010-х є літаком з найбільшим розмахом крила в історії (117 м). Перша публічна демонстрація літака відбулася 31 травня 2017 року у Мохаве (Каліфорнія).

## Історія та перспективи проєкту
На початку 2011 року компанія Dynetics почала вивчати проєкт, а в момент публічного оголошення в грудні 2011 року над ним вже працювало близько 40 співробітників.
У травні 2012 року на базі Мохаве, штат Каліфорнія (США) для майбутнього літака було побудовано спеціальний ангар. У жовтні того ж року, було відкрито першу виробничу будівлю площею 88000 м² для будівництва композитних секцій крила і фюзеляжу.
У серпні 2015 року було зібрано 91 т конструкції першого літака-носія.
На червень 2016 року в компанії Scaled Composites над проєктом літака-носія працювало 300 осіб.

## Конструкція
Stratolaunch Model 351 є двофюзеляжним монопланом з розмахом крила 117 метрів, на якому в пілонах встановлені шість ТРД Pratt & Whitney PW4056. Довжина літака 73 метра, максимальна злітна вага 590 тонн, маса підвісного корисного навантаження 230 тонн. Система шасі має 8 стійок (6 основних і 2 носових) з 28 колесами. Конструкційно Stratolaunch дуже нагадує американський проєкт Conroy Virtus запропонований на початку 70-х років для транспортування Спейс шаттл, а також російський проєкт 1990-х — літак-триплан «Геракл» (Молнія-1000).
Під час створення літака багато чого було взято або адаптовано від літака Boeing 747-400, включно із двигунами, авіонікою, шасі, для того, щоб зменшити вартість розробки.

Порівняння Stratolaunch Model 351 з найбільшими літаками.

### Технічні характеристики
- Екіпаж:
- Довжина: 73 м
- Розмах крила: 117 м
- Висота: 4,69 м
- Площа крила: 30,75 м²
- Профіль крила:
- Маса порожнього: 226,796 кг
- Зовнішня корисне навантаження:
- Нормальна злітна маса:
- Максимальна злітна маса: 589,670 кг
- Двигун 6 х Pratt & Whitney PW4056
- Потужність: 6 х 56.750 к.с. (252,40 кН)
- Максимальна швидкість: 853 км/год[5].

## Випробування
13 квітня 2019 року літак вперше вилетів з повітряного та космічного порту Мохаве.
9 березня 2024 року літак-носій Roc, створений компанією Stratolaunch, під час свого 14-го випробувального польоту, взяв участь у польоті експериментального апарата Talon-A, що має на меті розробку першого в США гіперзвукового транспортного засобу, придатного для багаторазового використання. Після успішного зльоту Roc з повітряно-космічного порту Мохаве, Talon-A відділився від літака-носія, активував свої двигуни та здійснив історичний політ.